# Перец, Моше
Моше Перец (ивр. משה פרץ‎) — израильский певец и композитор. Родился 10 мая 1983 года в Тверии.

## Биография
Родился в Тверии в семье евреев-выходцев из Марокко и Ирака. Уже в детстве стал сочинять и исполнять литургическую поэзию в синагоге в своём родном городе. В ноябре 2001 года был призван в Армию обороны Израиля и был направлен на службу на базу на севере страны.
Перец решил развить свою музыкальную карьеру только к окончанию службы, однако во время исполнения «Песни восхождения» в ходе церемонии Дня памяти был замечен офицером, который помог перевести Переца на службу в военном ансамбле Северного военного округа.
Перец начал записывать свой первый альбом — «Мабит эль ха-мромим» («Смотрю в небеса») — уже в 2004 году. Альбом был выпущен в июне 2005 после демобилизации Переца из армии.
Перец приобрёл широкую популярность, выпустив в 2006 году сингл «Эш» («Огонь»), вошедший в ноябре 2007 года в одноимённый альбом.
В дальнейшем Перец продолжал выпускать синглы и альбомы, принесшие ему широкую известность в Израиле, а также писать песни для других исполнителей, как то Сарит Хадад и Шломи Шаббат. В 2009 году Перец был удостоен израильской премии «Акум» в категории «Достижение года».

## Дискография
- «Мабит эль ха-мромим» (ивр. מביט אל המרומים‎ — «Смотрю в небеса») (2005) (продано более 10 000 копий)
- «Эш» — (ивр. אש‎ — «Пламя» (2007)) — золотой альбом (продано более 20 000 копий)
- «Элаих» — (ивр. אלייך‎ — «К тебе») (2008) — платиновый альбом (продано более 40 000 копий)
- «Ме-ха-шамаим» — (ивр. מהשמיים‎ — «С неба») (2010) — двойной платиновый альбом (продано более 110 000 копий)
- «Зикуким» — (ивр. זיקוקים‎ — «Фейерверк») (2011) — двойной платиновый альбом (продано более 80 000 копий)
- «Коль ха-милим ха-смехот» — (ивр. כל המילים השמחות‎ — «Все радостные слова») (2013)